# Die Sanfte (2017)
Die Sanfte (russisch Кроткая, Krotkaya) ist nach Mein Glück (2010) und Im Nebel (2012) der dritte Spielfilm des ukrainischen Drehbuchautors und Regisseurs Sergei Loznitsa, der sich von Fjodor Dostojewskis Novelle „Die Sanfte“ inspirieren ließ.

## Handlung
Alyonka arbeitet in einer russischen Kleinstadt an einer Tankstelle. Ihr Mann sitzt in einem sibirischen Gefängnis. Regelmäßig schickt sie ihm Pakete. Eines Tages kommt eines der Pakete zurück mit dem Vermerk „Zurück an den Absender“. Auf dem Postamt weist man die Frau zurück: Warum das Paket zurückgeschickt wurde und was mit ihrem Mann geschehen ist, erfährt sie nicht. Alyonka entschließt sich, nach Sibirien zu reisen, um ihrem Mann das Paket persönlich zu überbringen. Das Gefängnis entpuppt sich als eine uneinnehmbare Festung, in der Willkür und Machtmissbrauch herrschen. Dort gerät sie in die Mühlen der Bürokratie. Die Gefängnisangestellten verweigern Auskünfte, sie lehnen Anträge ohne Begründung ab und schikanieren die Besucher, wenn sie Fragen stellen. Alyonka trotzt der Gewalt und den Demütigungen. Ihre beharrliche Suche nach Wahrheit und Gerechtigkeit gerät jedoch zum Martyrium. 

## Hintergrund
Die Sanfte ist eine Koproduktion von Marianne Slot und Carine Leblanc (Slot Machine, Frankreich), Gunnar Dedio (LOOKSfilm, Deutschland), Arte France Cinéma, GP cinema company (Russland), Studio Uljana Kim (Litauen), Wild at Art & Graniet Film (Niederlande) und Solar Media Entertainment (Ukraine) in Zusammenarbeit mit Wild Bunch, Haut et Court, Potemkine Films, Atoms & Void und Film Angels Studio.
Gefördert wurde der Film durch Eurimages, Aide aux Cinémas du Monde, Aide à la Coproduction Franco-Allemande, Centre National du Cinéma et de l’image Animée, Institut Français, Mitteldeutsche Medienförderung (MDM), Filmförderungsanstalt (FFA), Netherlands Film Fund, Netherlands Film Production Incentive, National Film Centre of Latvia, Riga Film Fund, Lithuanian Film Centre, Lithuanian National Radio and Television und Creative Europe Programme – Media of the European Union.
Die Sanfte feierte am 25. Mai 2017 Weltpremiere im offiziellen Wettbewerb der 70. Internationalen Filmfestspiele von Cannes. Die deutsche Erstaufführung war im Juni 2017 auf dem Filmfest München, der deutsche Kinostart am 3. Mai 2018.

## Kritik
Die Kritiker, die den Film in Cannes sahen, waren sich einig, dass Die Sanfte als Parabel auf das Verhältnis zwischen der Ukraine und Russland zu interpretieren ist. Dostojewskis Novelle handelt von einer unterdrückten Frau und ihrem Peiniger. Die Frau im Film steht für die Ukraine, der Peiniger für Russland, so die einhellige Meinung.
Susanne Ostwald schrieb in der Neuen Zürcher Zeitung: „Der ukrainische Regisseur Sergei Loznitsa bringt mit einer wüsten Polemik und bitteren Parabel den Konflikt seines Landes mit Russland auf die Leinwand. (…) ein interessantes und beredtes Zeugnis dafür, welche gesellschaftliche Durchdringung und zugespitzte Darstellung der Konflikt beider Länder inzwischen erreicht hat.“.
Carsten Baumgardt ergänzte in seiner Kritik bei Filmstarts: „Das parabelartige Drama Die Sanfte ist eine harsch naturalistische, kompromisslos unnachgiebige Gesellschaftsanklage, die gegen Ende plötzlich in theatralisch-surrealen Wahnsinn umschlägt – aber das ist auch kein Wunder, denn bei diesem Russland bleibt einem kaum noch etwas anderes übrig, als erst den Glauben an das System und dann den Verstand zu verlieren.“.
Jay Weissburg, Kritikerin des Branchenblatts Variety, sieht im Film ein Russland am Abgrund: „Die Sanfte ist Loznitsas erschöpfter und anstrengender cri de cœur. Sein Portrait eines Russlands, hundert Jahre nach der Revolution, zeigt eine Zivilbevölkerung, die vor langer Zeit zusammengebrochen ist und deren Bürger zu zerschlagen sind, um sich darum zu sorgen.“
Einige Filmjournalisten fühlten sich an die Erzählwelten Kafkas und Gogols erinnert. So schrieb Alexandra Seibel in der österreichischen Tageszeitung Kurier: „Kafka lässt grüßen, wenn sich eine Frau auf den Weg macht, um ihren Mann im Gefängnis zu besuchen. Die Vertreter der Behörden erweisen sich als Lügner, jede Busfahrt wird zum Spießrutenlauf. Am Ende steigert Loznitsa seinen infernalischen Realismus zu einem karnevalesken Fiebertraum mit grausamem Ende: Die russische Seele, sie ist ein schwarzes Loch.“
Leslie Felperin, Autorin der Fachzeitschrift für die Filmindustrie The Hollywood Reporter, meinte: „Die Sanfte (Krotkaya) des in Weißrussland geborenen Regisseurs Sergei Loznitsa blickt tief in die russische Seele und findet dort unendliche Schwärze. (…) Obwohl es viele Anklänge an die Fiktion Nikolai Gogols, Franz Kafkas und anderer gibt, sowie an mythische Reisen in die Unterwelt, so ist Loznitsas Vorgehensweise dennoch einzigartig filmisch …“